# Антрацитовский район
Антраци́товский райо́н (укр. Антраци́тівський райо́н) — де-юре упраздённая административная единица Луганской области Украины. Административный центр — Антрацит (не входит в состав района). Год образования — 1936. С 2014 года находится под контролем самопровозглашённой Луганской Народной Республики.

## География
Площадь района — 1,7 тыс. км². Наивысшая точка Донбасса — Могила-Мечётная (367 м над уровнем моря).
Расстояние от административного центра до Луганска — 77 км.
По территории района протекают реки: Миус, Нагольная, Нагольчик, Ольховка.

## Население
30 110 человек (1 января 2019 года), в том числе городское население — 16 513 человек, сельское — 13 597 человек.
В национальном составе преобладают русские и украинцы. Основными используемыми языками являются русский и украинский. По переписи 2001 года преобладающим родным языком района (53,1 %) был русский, украинский язык назвали родным 46,51 % населения, прочие языки — 0,39 %.

## История
Район был образован в июне 1936 года как Боково-Антрацитовский (центр — посёлок Боково-Антрацит) в Донецкой области.
30 декабря 1962 года Боково-Антрацит (город районного подчинения с 28 октября 1938 года) был преобразован в город Антрацит областного подчинения.
С 2014 года район находится под контролем Луганской Народной Республики. Городом управляет администрация города Антрацита и Антрацитовского района.
17 июля 2020 года территория Антрацитовского района была включена в состав Ровеньковского района в рамках изменения районов. Реализация сейчас невозможна.

## Административное деление
Количество советов:
- поселковых — 7
- сельских — 8

Количество населённых пунктов:
- пгт — 7: Есауловка · Ивановка · Красный Кут · Малониколаевка · Нижний Нагольчик · Фащевка
- сёл — 21
- посёлков (сельского типа) — 15

## Транспорт
- Автотрасса «Харьков—Ростов-на-Дону»,
- Автотрасса «Луганск—Донецк».

Основную нагрузку несут магистральные автодороги: Киев — Харьков — Ростов-на-Дону, общей протяжённостью в границах района 54,2 км, а также Миллерово (граница Украины) — Луганск — Донецк, протяженностью в границах района — 53,8 км.
Через территорию района с северо-запада на юго-восток проходит железнодорожная магистраль «Константиновка—Дебальцево—Зверево», протяжённостью в границах района — 108,7 км.